# Rieste
Rieste là một đô thị của huyện Osnabrück, bang Niedersachsen, Đức. Đô thị này có diện tích 30,6 km².